# Jakab Juli
Jakab Juli (Budapest, 1988 –) magyar filmdramaturg, forgatókönyvíró, színésznő.

## Életpályája
Az óbudai Alternatív Közgazdasági Gimnáziumban érettségizett. 2007-2012 között a Színház- és Filmművészeti Egyetem filmdramaturg szakos hallgatója volt. Első szerepe, egyben forgatókönyvírói munkája a Nekem Budapest című szkeccsfilm volt. 2018-ban megkapta a Nemes Jeles László által rendezett Napszállta című film főszerepét.

## Filmes és televíziós szerepei
- Nekem Budapest (2013)...Adrienn
- VAN valami furcsa és megmagyarázhatatlan (2014)...Eszter
- Senki szigete (2014)
- Saul fia (2015)...Ella
- Kinderspiel /Rövidfilm/ (2015)
- Az itt élő lelkek nagy része (2016)
- Two Hookers and a Bitch (2017)...Lea
- Terka Nova /Rövidfilm/ (2017)...Mother
- Napszállta (2018)...Írisz Leiter
- Cold Meridian /Rövidfilm/ (2020)...Viewer number 14,732
- Mellékhatás /Tv-sorozat/ (2020)...fiatal Panácz Era
- Legjobb tudomásom szerint (2020)...Lili
- Rengeteg – Mindenhol Látlak (2021)
- Baptiste /Tv-sorozat/ (2021)...Wife in Café
- Pun Intended /Rövidfilm/ (2022)...Christine
- Magyarázat mindenre (2023)...Aulich Anna
- Sünvadászat (2025)...Zita

## Forgatókönyvírói munkái
- Valakinek a valamije (2009)
- Külalak (2011)
- Gimi (2012)
- Retúr (2012)
- Nekem Budapest (2013)
- Hacktion (2013-2014)
- Keltető (2023)

## Filmdramaturgiai munkái
- Foglyok (2019)
- Szelíd (2022)